# Divisione Nazionale B 1934
La Divisione Nazionale B 1934 è stata la 1ª edizione della seconda divisione del campionato italiano maschile di pallanuoto. Il campionato cominciò il 5 agosto. Le 23 squadre partecipanti furono suddivise in sette gironi. La prima classificata di ogni girone guadagnò l'accesso alle semifinali e le tre vincenti le semifinali al girone finale.

## Fase a gironi

### Gironi
| Girone I                                                                                  | Girone II                                           | Girone III                                     | Girone IV                                                |
| ----------------------------------------------------------------------------------------- | --------------------------------------------------- | ---------------------------------------------- | -------------------------------------------------------- |
| - Ginnastica Triestina - Triestina - Dopolavoro Ferroviario Venezia - Rari Nantes Treviso | - Juventus FC - Bolzano - Associazione Nuoto Verona | - Virtus Bologna Sportiva - Milano - Florentia | - Andrea Doria - Camogli - Sturla - S. Margherita Ligure |

| Girone V                                                                            | Girone VI                                                              | Girone VII                                                      |  |
| ----------------------------------------------------------------------------------- | ---------------------------------------------------------------------- | --------------------------------------------------------------- |  |
| - Pro Recco - GUF Torino - Sezione Sportiva Albarese - Dopolavoro Aziendale Ansaldo | - Circolo Nautico Giovinezza - NA - Napoli - Lazio - Canottieri Napoli | - Rari Nantes Igea - Palermo - Unione Sportiva Italia - Palermo |  |

### Girone I
|  |     | Girone I 1934        | Pt   | G | V | N | P | GF | GS | QR |
|  | --- | -------------------- | ---- | - | - | - | - | -- | -- | -- |
|  | 1.  | Triestina            | 4    | 2 | 2 | 0 | 0 | _  | _  | _  |
|  | 2.  | Dop. Ferr. Venezia   | 2    | 2 | 1 | 0 | 1 | _  | _  | _  |
|  | 3.  | Ginnastica Triestina | 0    | 2 | 0 | 0 | 2 | _  | _  | _  |
|  | --. | Treviso              | rit. | - | - | - | - | -  | -  | -  |

Verdetti
- Triestina qualificata alla semifinale.
- Treviso ritirato.

### Girone II
|  |    | Girone II 1934 | Pt | G | V | N | P | GF | GS | QR    |
|  | -- | -------------- | -- | - | - | - | - | -- | -- | ----- |
|  | 1. | Juventus       | 2  | 2 | 1 | 0 | 1 | 6  | 5  | 1.200 |
|  | 2. | AN Verona      | 2  | 2 | 1 | 0 | 1 | 5  | 6  | 0.833 |

Verdetti
- Juventus qualificato alla semifinale.

### Girone III
|  |     | Girone III 1934 | Pt   | G | V | N | P | GF | GS | DR |
|  | --- | --------------- | ---- | - | - | - | - | -- | -- | -- |
|  | 1.  | Florentia       | 4    | 2 | 2 | 0 | 0 | _  | _  | _  |
|  | 2.  | Bologna S.      | 0    | 2 | 0 | 0 | 2 | _  | _  | _  |
|  | --. | Milano          | rit. | - | - | - | - | -  | -  | -  |

Verdetti
- Florentia qualificata alla Semifinale.

### Girone IV
|  |     | Girone IV 1934       | Pt   | G | V | N | P | GF | GS | DR |
|  | --- | -------------------- | ---- | - | - | - | - | -- | -- | -- |
|  | 1.  | Andrea Doria         | 2    | 1 | 1 | 0 | 0 | _  | _  | _  |
|  | 2.  | Camogli              | 0    | 1 | 0 | 0 | 1 | _  | _  | _  |
|  | --. | Sturla               | rit. | - | - | - | - | -  | -  | -  |
|  | --. | S. Margherita Ligure | rit. | - | - | - | - | -  | -  | -  |

Verdetti
- Doria qualificata alla Semifinale.

### Girone V
|  |    | Girone V 1934 | Pt | G | V | N | P | GF | GS | DR |
|  | -- | ------------- | -- | - | - | - | - | -- | -- | -- |
|  | 1. | Albarese      | 5  | 3 | 2 | 1 | 0 | _  | _  | _  |
|  | 2. | Dop. Ansaldo  | 4  | 3 | 1 | 2 | 0 | _  | _  | _  |
|  | 3. | Pro Recco     | 3  | 3 | 1 | 1 | 1 | _  | _  | _  |
|  | 4. | GUF Torino    | 0  | 3 | 0 | 0 | 3 | _  | _  | _  |

Verdetti
- Albarese qualificata alla Semifinale.

### Girone VI
|  |    | Girone VI 1934    | Pt | G | V | N | P | GF | GS | DR |
|  | -- | ----------------- | -- | - | - | - | - | -- | -- | -- |
|  | 1. | Canottieri Napoli | 5  | 3 | 2 | 1 | 0 | _  | _  | _  |
|  | 2. | Lazio             | 4  | 3 | 1 | 2 | 0 | _  | _  | _  |
|  | 3. | Napoli            | 2  | 3 | 0 | 2 | 1 | _  | _  | _  |
|  | 4. | CN Giovinezza     | 1  | 3 | 0 | 1 | 2 | _  | _  | _  |

Verdetti
- Canottieri qualificata alla Semifinale.

### Girone VII
Verdetti
- Igea qualificata alla Semifinale.

## Semifinali
Si disputarono il 29 e il 30 agosto.
- Canottieri-Igea 7-0.
- Doria-Albarese 3-0.
- Florentia-Juventus BZ 2-0 (rinuncia).

N.B.: Non si hanno notizie sugli incontri della Triestina.
Verdetti
- Doria, Florentia e Canottieri qualificate alle Finali.

## Finali
Alle finali si qualificarono Doria, Florentia e Canottieri Napoli e si disputarono in campo neutro a Roma alla piscina dello stadio del P.N.F. il 7 settembre.
- Ore 11: Doria-Canottieri 3-2.
- Ore 15,30: Canottieri-Florentia 2-7.
- Ore 18,30: Florentia-Doria 1-3.

|  |    | Girone finale 1934 | Pt | G | V | N | P | GF | GS | QR    |
|  | -- | ------------------ | -- | - | - | - | - | -- | -- | ----- |
|  | 1. | Andrea Doria       | 4  | 2 | 2 | 0 | 0 | 6  | 3  | 2.000 |
|  | 2. | Florentia          | 2  | 2 | 1 | 0 | 1 | 8  | 5  | 1.600 |
|  | 3. | Canottieri Napoli  | 0  | 2 | 0 | 0 | 2 | 4  | 10 | 0.400 |

## Verdetti
- Doria promossa in Divisione Nazionale A
- Secondo Il littoriale anche la seconda squadra della Florentia avrebbe dovuto essere promossa, ma non si iscrisse alla Divisione Nazionale A 1935, a cui fu invece ammessa il GUF Torino, nonostante avesse chiuso all'ultimo posto il proprio girone eliminatorio.